# 科興生物「克爾來福」2019冠狀病毒病疫苗

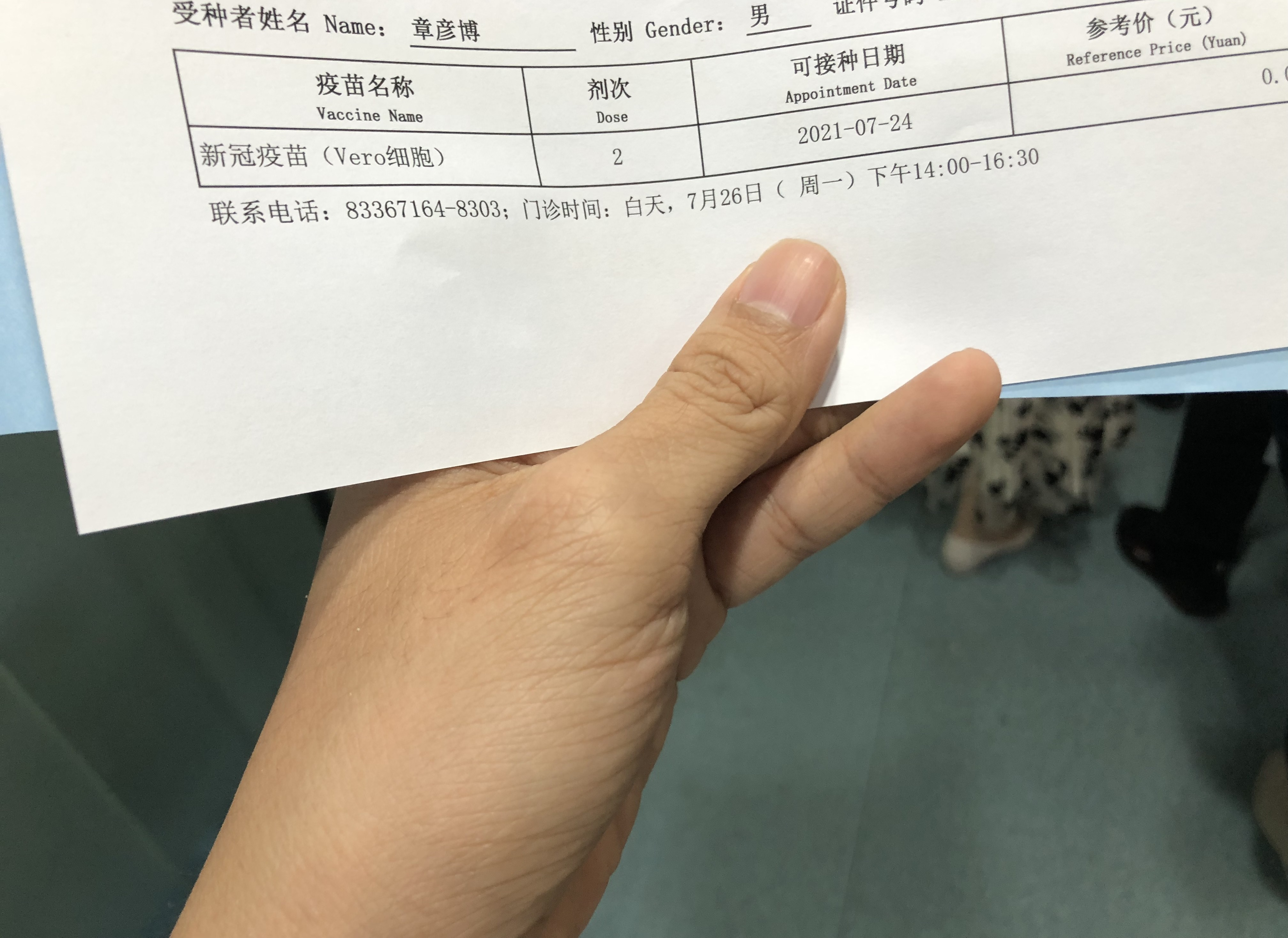
一张科兴疫苗接种单

科兴2019冠状病毒病疫苗（英語：Sinovac COVID-19 Vaccine，商品名克尔来福（英語：CoronaVac），俗稱科興疫苗，是中國大陸生物製藥公司科兴生物開發，並已經停產的2019冠状病毒病疫苗，属于灭活疫苗。
2021年6月1日，世卫组织宣布将克尔来福列入“紧急使用清单”。
2024年1月10日，北京科興中維生物技術公司確認，科興「克爾來福」疫苗已經停產。

## 研發歷史

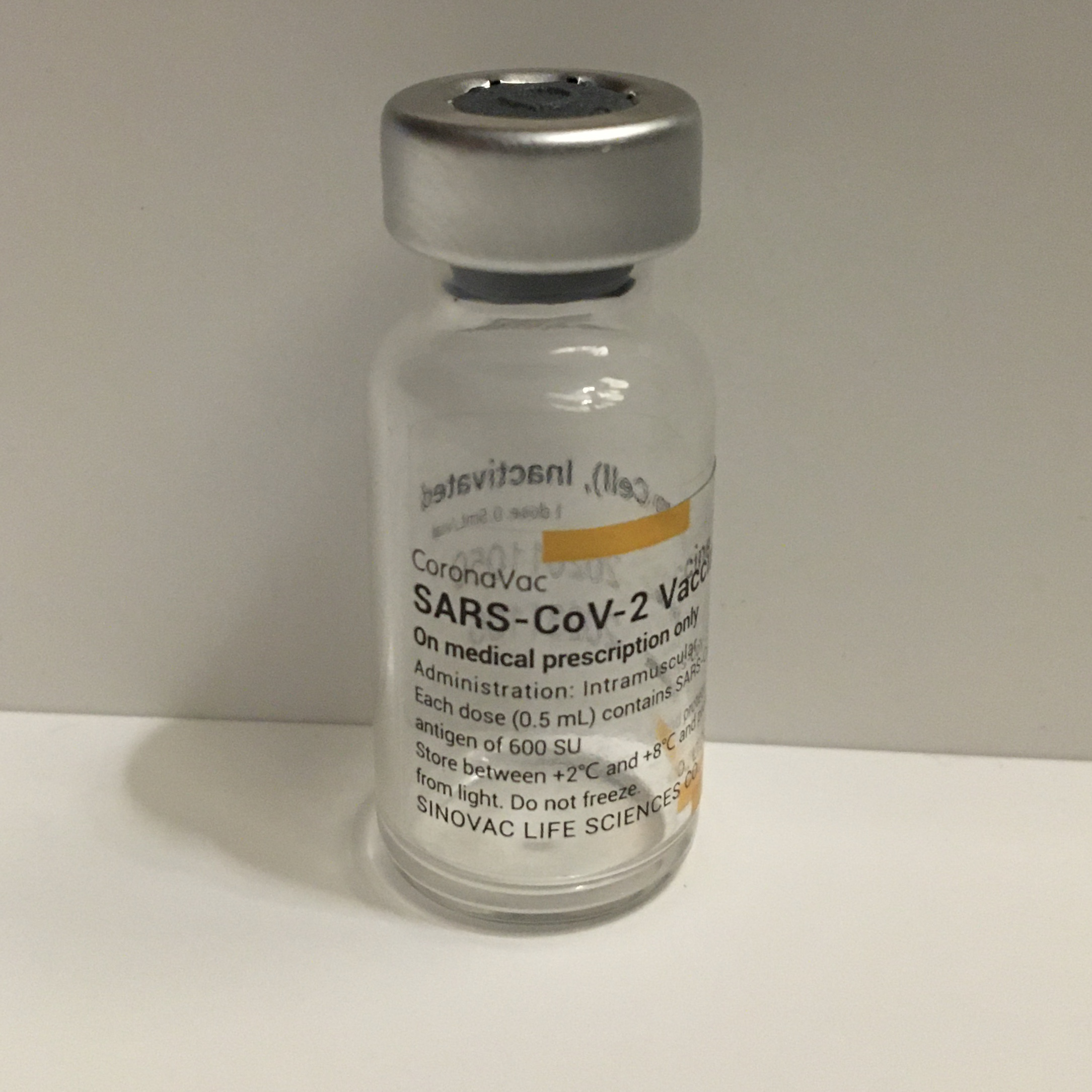
空瓶的CoronaVac

從2020年年中開始，对克尔来福進行III期临床试验。目前，它正在巴西、智利、印度尼西亚和土耳其进行III期臨床试验。克尔来福使用了与BBIBP-CorV和BBV152类似的，和更传统的技术，这些疫苗是正在III期臨床试验中开发出其他用于COVID-19的灭活病毒疫苗。
2020年10月19日，巴西III期試驗的初步結果表明，克爾來福似乎可以安全地提供針對2019冠状病毒病的保護。
2020年10月，巴西卫生监督局授權進口600萬劑克爾來福和原料，以生產另外4000萬劑。但在一名志願者自殺後，巴西於11月10日短暫暫停了III期臨床試驗，然後於11月11日恢復。
2020年12月3日，超過一百萬劑的克爾來福已到達巴西。該疫苗是用於2019冠状病毒病的化學滅活全病毒疫苗。
2020年12月22日，首批科興疫苗亦送抵新加坡，以供該國的接種計劃使用。根据在新加坡卫生部当地时间6月4日晚发布文告，在私立医院和诊疗所法令下注册的私人医疗机构可以根据特别采用程序（Special Access Route, SAR）向卫生部申请提供科兴疫苗。卫生部目前已派该疫苗发给24家私人诊所并已开始施打。
2021年1月11日，印尼食品药品监督管理局宣布该疫苗的三期临床中期分析结果显示其有效率为65.3％。
2021年1月12日，巴西布坦坦研究所宣布该疫苗的整体有效率为50.38%。
2021年2月5日，中国国家药品监督管理局基于该疫苗在境外第3期临床保护效力试验两个月的结果，依法批准克尔来福在中国大陆附条件上市。
2021年2月17日，巴西圣保罗州布坦坦研究所负责人迪马斯·科瓦斯在新闻发布会上表示，根据在中国的测试结果，克尔来福疫苗对抵抗在英国和南非发现的变异病毒有效。
2021年3月3日，土耳其醫學委員會公布科興疫苗有效率為83.5%，且未有副作用報告。
2021年4月10日，中國疾控中心主任高福在全國疫苗與健康大會上公開表示中國滅活疫苗產生的抗體比不上mRNA疫苗，保護性較差，建議混合接種不同技術的疫苗。
2021年4月11日，巴西圣保罗州布坦坦研究所公布科兴疫苗Ⅲ期临床试验最终研究结果，并将其整体有效率从2021年1月份公布的50.38%修正为50.7%。对有明显症状且需就医的2019冠状病毒病病例的保护效力从1月的78%修正为83.7%。
2021年4月16日， 智利政府周五表示，对科兴疫苗CoronaVac进行的首次真实世界研究结果显示，其预防有症状感染的有效性为67%。智利政府在卫生部准备的一份报告中称，该疫苗预防住院治疗方面的有效性为85%，预防死亡方面的有效性为80%。
2021年5月13日，根據印尼今天公布的數據顯示，發現疫苗防護力達94%，遠高於疫苗在臨床試驗時數據。新加坡「海峽時報」引述印尼衛生部長布迪（Budi Gunadi Sadikin）11日受訪時指出，印尼追蹤雅加達2萬5374名接種完第2劑科興疫苗的醫護人員28天，發現接種完7天後，預防感染的效力達94%，免於重症住院的效力達96%，防止染疫病故效力100%。
2021年6月19日，港府委托港大进行的研究发现，与接种中国科兴疫苗的人群相比，接种BioNTech/辉瑞疫苗的民众抗体反应更高，研究建议已经接种科兴的人可能需要补打第三剂。
2021年10月11日，世衛組織疫苗顧問小組表示完成注射兩劑中國科興或國藥疫苗的60歲或以上長者、中度至嚴重免疫功能低下的族群，仍然有很高的受感染及演變為重症的風險，建議為這類族群在完成接種第二劑科興或國藥疫苗後的一至三個月，再追加多一劑世衛組織列入緊急使用的疫苗作為加強劑，這是世衛組織首次建議打第三針疫苗。

## 製造与储备
克尔来福疫苗采用传统灭活疫苗技术，原料和成品可在2-8°C下冷藏及运输，无需冷冻。
目前已在北京建立了一個20,000平方米的生產工廠，用於生產克尔来福疫苗，該工廠計劃最終每年生產3億劑。 科兴生物在12月表示，其目標是到2020年底完成第二座生產設施的建設，以將克尔来福的生產能力提高至6億劑。
如果印度尼西亞的III期試驗成功，印度尼西亚的企业Bio Farma計劃將產量提高到每年2.5億劑。
2020年11月9日，巴西聖保羅州開始建立疫苗工廠，每年生產1億劑。
2024年1月，有媒体披露，科兴生物所有COVID-19疫苗已经停产，且不再销售。

## 授权
科兴公司品牌与公共关系总监刘沛诚表示，克尔来福疫苗已陆续在中国、智利、巴西、土耳其等近30个国家及地区获批使用，包括紧急使用、附条件上市或正式上市，并且陆续启动了大规模接种工作。截至目前，包括中国在内截至2021年4月21日，全球累計接種有1.6億劑。
世界卫生组织（WHO）于2021年6月1日批准科兴COVID-19疫苗紧急使用。
| 国家或地区 | 监管授权部门                   | 授权时间      | 授权类型     |
| 全球範圍 | 全球範圍                       | 全球範圍      | 全球範圍     |
| --- | ------------------------------ | ------------- | ------------ |
| 联合国 | 世界衛生組織                   | 2021年6月1日  | 紧急使用授权 |
| 亚洲 |                                |               |              |
| 印度尼西亞 | 国家药品食品管制局             | 2021年1月11日 | 紧急使用授权 |
| 土耳其 | 药品和医疗设备局               | 2021年1月13日 | 紧急使用授权 |
| 中国大陆 | 国家药品监督管理局             | 2021年2月6日  | 附条件授权   |
| 柬埔寨 | 卫生部                         | 2021年2月12日 | 紧急使用授权 |
| 香港 | 食物及衞生局                   | 2021年2月18日 | 紧急使用授权 |
| 菲律賓 | 食品药品管理局                 | 2021年2月22日 | 紧急使用授权 |
| 泰國 | 食品药品监督管理局             | 2021年2月22日 | 紧急使用授权 |
| 马来西亚 | 國家藥劑監管局                 | 2021年3月2日  | 有条件注册   |
| 巴基斯坦 | 药品监督管理局                 | 2021年4月9日  | 紧急使用授权 |
| 新加坡 | 卫生部                         | 2021年6月2日  | 特别采用程序 |
| | 卫生部                         | 2021年6月1日  | 紧急使用授权 |
| 尼泊尔 | 药品管理局                     | 2021年6月5日  | 紧急使用授权 |
| | 药品管理总局                   | 2021年6月6日  | 紧急使用授权 |
| 阿曼 | 卫生部                         | 2021年6月24日 | 紧急使用授权 |
| 斯里蘭卡 | 国家药品监管局                 | 2021年7月16日 | 紧急使用授权 |
| 拉丁美洲 |                                |               |              |
| 玻利维亚 | 国家药品与卫生技术局           | 2021年1月6日  | 紧急使用授权 |
| 巴西 | 国家卫生监管局                 | 2021年1月18日 | 紧急使用授权 |
| 智利 | 公共卫生研究院                 | 2021年1月21日 | 紧急使用授权 |
| 哥伦比亚 | 国家食品药品监督局             | 2021年2月3日  | 紧急使用授权 |
| 墨西哥 | 政府下属联邦预防卫生风险委员会 | 2021年2月10日 | 紧急使用授权 |
| | 公共卫生部                     | 2021年2月25日 | 紧急使用授权 |
| 巴拿马 | 卫生部药品局                   | 2021年2月25日 | 紧急使用授权 |
| 欧洲 |                                |               |              |
| 乌克兰 | 卫生部                         | 2021年3月9日  | 紧急使用授权 |
| | 國家疾病管制中心               | 2021年5月19日 | [ 56 ]       |
| 非洲 |                                |               |              |
| 突尼西亞 | 卫生部                         | 2021年3月5日  | 紧急使用授权 |
| 辛巴威 | 药品管理局                     | 2021年3月9日  | 紧急使用授权 |
| 埃及 | 药品管理局                     | 2021年4月27日 | 紧急使用授权 |
| 南非 | 卫生产品监管局                 | 2021年7月3日  | 紧急使用授权 |
| 其它已授权的国家有： 、 乌拉圭、 巴拉圭、 · 、 薩爾瓦多、 斐济、 阿尔巴尼亚、 · 北馬其頓、 几内亚、 利比亞、 多哥 · 、 苏丹、 · 巴勒斯坦、 东帝汶、 馬爾地夫、 緬甸、 叙利亚、 坦桑尼亚 · 亞美尼亞、 赤道几内亚、 北賽普勒斯(非实体国家) |                                |               |              |

## 每劑定價
2020年12月，中國江蘇省政府及安徽省政府先後發放採購疫苗的中標結果通知，兩省政府的中標通知文件均顯示科興克爾來福疫苗的價格為每針200元人民幣，接種兩針便要400元人民幣，其後浙江省及四川省亦公佈科興疫苗接種兩劑為400元人民幣，該定價不但遠高於每劑4美元的阿斯利康疫苗，也高於每劑約20美元的輝瑞疫苗，然而中國官方媒體《環球時報》報導稱科興向巴西出售四千六百万劑疫苗的定價僅為每劑58.2雷亞爾，即每劑僅售約70元人民幣，科興在中國國內與國外的定價差距顯著，有中國網民對此表達不滿。2020年末起，2019冠状病毒病疫苗在中國大陸地區已實行全民免費接種，任何中國公民只需持身份證，回鄉證或臺胞證即可報名接種疫苗（詳看中国大陆2019冠状病毒病疫苗接种计划條目）。

## 應用情況

### 2019冠状病毒病疫苗实施计划 （COVAX）
2021年7月12日，全球疫苗免疫联盟（GAVI）宣布已同中国国药集团和科兴公司分别签署了预购协议，这意味着国药疫苗和科兴疫苗进入“2019冠状病毒病疫苗实施计划”（COVAX）疫苗库，并可从2021年7月开始向COVAX供应疫苗以用于发展中国家的2019冠状病毒病疫情防控。 

### 巴西
巴西是最早採用科興疫苗的國家，並參與了第三期臨床試驗，雖然有效率只有50.4%，但仍在境內灌裝科興疫苗。2021年9月，巴西衛生局因為科興疫苗對變種病毒保護力低下，決定不再討論增購3000萬劑科興疫苗，也不推薦使用科興疫苗作為第三針加強劑。

### 印尼
印尼对雅加达128290名完成接种两剂科兴疫苗的医务工作者追踪持续到2021年2月下旬，结果显示疫苗对预防这些医务人员因2019冠状病毒病入院治疗的有效率为96%，预防感染所致死亡的有效率为98%。 印尼卫生部长萨迪金2021年5月11日表示，该国超12万名医务人员接种两剂中国科兴公司的2019冠状病毒病疫苗后，现实世界中科兴疫苗有效性高于此前的临床试验结果。疫苗在完成接种的七天后就能100%保护接种者免于死亡，还能让96%的人免于住院。萨迪金还说，上述接种者中有94%的人未被病毒感染。

### 泰國
2021年7月，泰國朱拉隆功大學的研究顯示相比兩劑都是注射科興疫苗的人群，第二劑接種阿斯利康疫苗的人群能夠將免疫力提升8倍，但比兩劑都接種阿斯利康疫苗的人群略低，因此衛生部宣布將會把中國科興疫苗與阿斯利康疫苗混打，以彌補科興疫苗對變種病毒保護力的不足，泰國因而成為全球首個宣布將中國疫苗與歐美疫苗混打的國家。

### 南非
2021年7月3日，南非批准境內接種克爾來福2019冠狀病毒病疫苗。

### 智利
南美洲國家智利購買了6600萬劑科興疫苗，智利于2月3日启动全国2019冠状病毒病疫苗大规模接种。截至4月15日，智利有766万人接种了疫苗，全国接种总剂次为1293万，其中约九成为中国科兴2019冠状病毒病疫苗。智利卫生部4月16日公布了科兴疫苗保护效果在该国的真实世界研究结果。研究显示，该疫苗在第二剂接种14天后预防有症状感染的有效率为67%。科兴疫苗在第二剂接种14天后对预防住院治疗的有效率为85%，预防进入重症监护病房的有效率为89%，预防感染所致死亡的有效率为80%。。智利大學在2021年4月7日發表研究報告，調查發現完成注射兩劑科興疫苗的初期保護率僅為27.7%，在兩週後的保護率則為56.5%，只注射單劑科興疫苗的保護率更只有3%，故此接種一劑科興疫苗無法免疫，接種第一劑和第二劑之間的28天依然和未接種者一樣很容易受到感染。

### 香港
2020年12月11日，香港政府宣佈與科兴生物達成預先採購協議，將獲配發750萬劑於北京市生產的疫苗，並將透過《預防及控制疾病條例》下之機制，以訂立臨時附屬法例形式緊急批准此等疫苗註冊。但截至2021年1月，香港方面表示因科興尚未提交第三期临床报告数据，导致供貨時間需要押後，但没有放弃采购科兴疫苗。
2021年2月5日，香港政府突然發出新聞稿，宣布豁免中國科興在學術期刊刊登第三期臨床測試報告的疫苗審批要求。2021年2月16日，香港疫苗顾问专家委员会召开新闻发布会，雖然中國科興的克尔来福疫苗並未獲得世界衛生組織批准使用，也未有將第三期臨床測試報告刊載於學術期刊，但委員會召集人刘泽星表示“委員會一致認為效益比風險為高”、同意引入克尔来福疫苗，并披露科兴提交的第三期临床试验数据资料，资料显示该疫苗间隔14天接种第二针的有效率如下：
| 群組         | 實驗平均有效率 | 95%信賴區間有效率範圍                                                                    |
| ------------ | -------------- | ---------------------------------------------------------------------------------------- |
| 18~59岁人群  | 50.66%         | 真正有效率可能由37.75%至62.11%不等                                                       |
| 60岁以上人群 | 51.11%         | 真正有效率可能由-166.93%至91.04%不等（由于样本数量有限，老年人的疫苗有效率无统计学意义） |

至於间隔28天接种第二针的有效率为62.3%。委員會又同時宣稱科興疫苗的第三期临床试验数据，將會由巴西研究機構提交至国际醫學期刊刊登，惟委員會建議使用科興疫苗已有一個月，有關方面仍未有將第三期臨床測試數據刊載於國際醫學期刊。
科興疫苗於2月26日開始接種，香港特區政府將60歲或以上人士定為優先接種群組，並認為長期病患只要病情受控也可接種科興疫苗，與中國大陸暫不優先使用於60歲或以上人群，及不用於長期病患者有別，香港特區政府也沒有發出長期病患者接種疫苗的指引，直到接連有4人接種科興疫苗後的死亡個案發生後，香港衛生署才於3月12日發出長期病患者接種疫苗的指引。
2021年9月，多名在2月率先接種科興克爾來福疫苗的多名行政會議議員、香港立法會議員及全國政協委員表示，他們在完成接種兩劑科興疫苗後，其體內抗體水平在不足7個月間已下跌至無法被檢出，所以決定到養和東區醫療中心接種多一劑BioNTech疫苗，並參與接種兩劑科興疫苗後再混打一針BioNTech疫苗的臨床研究。
2021年12月7日，香港政府專家顧問、香港中文大學呼吸系統科講座教授許樹昌及其研究團隊發表調查研究報告，完成接種兩針科興克爾來福疫苗的人群在1個月後，僅有91.8%的接種者產生的抗體保護力達到世衞標準的50%下限，在六個月後的抗體檢測更暴跌至只有16%的接種者仍可達到50%保護力的標準，而對比BioNTech疫苗則在接種兩劑的6個月後仍有79.6%的接種者抗體達合格水平，研究亦發現接種BioNTech疫苗兩劑的人士在1個月後的中和抗體水平為251.6，而接種科興克爾來福的人員在1個月僅錄得69.45，反映BioNTech疫苗所產生的抗體水平比科興克爾來福高出2.6倍。
2021年12月23日，衞生署轄下科學委員會建議18歲或以上人士接種第三劑疫苗，並建議改為接種BioNTech復必泰疫苗提升對變種病毒的保護力，不過特區政府卻沒有根據專家委員會的建議呼籲市民改打復必泰疫苗，並繼續宣傳科興疫苗。
2022年3月20日，《明報》指出醫管局分析5,167件染疫死亡個案，有約7成沒有接種疫苗，另有施打疫苗的1,486名死者中，有1,292位死者是注射科興疫苗，即是佔已接種疫苗死者當中的87%，不過特區政府隨即在晚上表示遺憾，稱80歲以上老人有8成打科興疫苗，又稱部份傳媒的報導有誤導。港大感染及傳染病中心總監何栢良表示長者即使只接種一劑BioNTech復必泰疫苗已可降低死亡率達到5成，科興克爾來福疫苗則要打3針及最少三個月後才能顯著降低死亡率，而且科興疫苗的抗體下降得太快，需要持續補針，所以應盡量安排長者接種BioNTech復必泰疫苗。

### 新加坡
2021年12月15日，新加坡国家传染病中心与卫生部披露的数据则表示，接种两针科兴疫苗对德尔塔毒株引发重症的有效保护率为60%，低于辉瑞的90%和莫德纳97%，需补种第三剂疫苗才算完成基本接种程序。
2022年1月10日，新加坡衛生部長王乙康引述數據稱，接種科興克爾來福疫苗的人群於受感染後的重症及死亡率最高，每10萬人就有11人死，受感染死亡率最低是莫德納mRNA疫苗，每10萬人僅有1人死，而完全沒有接種疫苗的人群每10萬人便有79人死亡。
2022年4月15日，新加坡國家傳染病中心聯同新加坡衛生部傳染病司發表研究報告，顯示注射兩劑科興克爾來福疫苗的人群感染冠病病毒後罹患重症的發生率是接種兩劑輝瑞-BioNTech疫苗的4.59倍。這個研究從2021年10月1日至同年11月21日，分析新加坡近300萬名20歲以上及接種已兩劑冠病疫苗的人群而進行。新加坡衛生部表示截至2022年4月12日有96%人口已接種兩劑疫苗，72%人口接種了第三劑，該調查的研究員David Lye在推特發文表示科興疫苗的預防重症效果比輝瑞疫苗差5倍，幸好新加坡只有2%的人打科興疫苗。

### 德國
2022年12月，德國衞生部長表示，已批准科興疫苗進口至德國，不過只允許在中國大使館和領事館的責任範圍內進行接種，而且不準備將該疫苗開放給所有德國人施打。

## 不良反应

### 中国大陆
2022年5月24日，来自中国三十多个省市自治区的白血病患者发出两封公开信，声称因为施打新冠疫苗罹患急性白血病，其中以科兴疫苗为主。

### 香港
香港在2021年2月26日開始接種科興疫苗，截至2021年3月30日，接種科興疫苗後有12宗死亡個案。
3月12日，香港衞生署对2019冠状病毒病疫苗安全監察發布第1期總結報吿，公布1名高血壓患者接種「科興」後患「貝爾氏面癱」異常個案，事主為慢性病患者。
3月15日，新型冠狀病毒疫苗臨牀事件評估專家委員會表示，香港累計7宗接種中国科兴生物2019冠状病毒病疫苗後死亡，但委員會認為死因與疫苗無直接關係。
截至2021年3月21日，香港衛生署接獲591宗接種科興疫苗的不良反應報告，當中8宗涉及臉癱。另有1宗當局沒有主動公佈的嚴重個案，一名62歲男子在3月27日上午接種第二劑科興疫苗後，同日中午在街上暈倒，被送入威爾斯親王醫院後經診斷是腦中風，情況嚴重，而當局直到傳媒查詢時才披露該嚴重個案。
2021年3月30日，媒體報道有一宗接種科興疫苗翌日死亡個案沒有被公布，該個案的80歲女子在3月20日接種科興疫苗，於3月21日被發現暴斃於住所，衞生署稱這一個案無需申報，病人組織認為「衞生署做法形同隱瞞，只會再打擊公眾對疫苗的信心」，並質疑有其他同類個案被隱瞞。
2021年4月26日，接種科興疫苗後發生的死亡個案增至21宗，死者包括接種首劑或第二劑，也有一位死者是公立醫院的醫生。
2021年5月21日，香港衞生署初步分析認為中國科興疫苗與面癱可能存在潜在关联，并要求开展相应的研究。
2021年7月15日，香港特區政府根據疫苗專家委員會對多宗科興疫苗的不良反應個案進行的分析結果，將又稱「面癱」的貝爾氏麻痹症列為中國科興克爾來福疫苗的副作用之一。
2021年8月17日，香港大學發表研究指出科興疫苗與患貝爾面癱有關聯，施打科興疫苗後患貝爾面癱的機率與背景發病率相比高約一倍。
截至2021年8月31日，香港市民共接种约759万剂2019冠状病毒病疫苗，共有48人在接种疫苗的14日内死亡，其中接種克爾來福疫苗后的死亡個案是24宗，专家委员会表示至今並未發現任何個案與疫苗接種有因果關係。

### 海外
据馬來西亞《中国报》2021年2月24日报道，印度尼西亚东爪哇省勿里达县一名护士接种科兴2019冠状病毒病疫苗九日后死亡。该女护士33岁，确诊2019冠状病毒病，感染来源不明。治疗期间除身体肥胖外无任何并发症状。

## 外部鏈接
- （英文）巴西的CoronaVac III期試驗的臨床研究方案（页面存档备份，存于）
- （英文）智利的CoronaVac III期試驗的臨床研究方案（页面存档备份，存于）
- （英文）巴西的CoronaVac Ⅲ期临床试验最终研究结果（页面存档备份，存于）